# Saint-Arnoult (Oise)
 Saint-Arnoult  es una comuna y población de Francia, en la región de Picardía, departamento de Oise, en el distrito de Beauvais y cantón de Formerie.
Su población en el censo de 1999 era de 172 habitantes.
Está integrada en la Communauté de communes de la Picardie Verte .
- Datos: Q1165281
- Multimedia: Saint-Arnoult (Oise) / Q1165281

1. ↑  Worldpostalcodes.org, código postal n.º 60220.
2. ↑  INSEE, Datos de población para el año 2012 de Saint-Arnoult (en francés).